# Székesfehérvári SZC Vörösmarty Mihály Technikum és Szakképző Iskola
A Székesfehérvári SZC Vörösmarty Mihály Technikum és Szakképző Iskolát 1954-ben alapították. 2004-ben volt az iskola 50. jubileuma. Létrejötte után az iskola fő profilja a Fejér Megyei Állami Építőipari Vállalat szakember utánpótlásának biztosítása volt. Az intézmény elsődlegesen építőipari szakmák képzésére specializálódott.

Az iskola a korszerűen felszerelt tanműhelyek mellett 15000 kötetes könyvtárral rendelkezik, amely CD és video tárral van felszerelve. 

A képzési rendszerben helyet kapnak az idegen nyelv, az OKJ-s szakmák, az érettségi vizsgára való felkészítés és a technikusi vizsgára való felkészítő oktatás.